# Rue Léopold Van Asbroeck
La rue Léopold Van Asbroeck est une rue sans issue bruxelloise de la commune d'Auderghem dans le quartier de la Corée qui aboutit sur la rue René Christiaens sur une longueur de 40 mètres.

## Historique et description
La rue Van Asbroeck reçut sa dénomination[réf. nécessaire] en même temps que les trois autres rues du quartier, le 24 mars 1950. 
- Premiers permis de bâtir délivrés pour les n° 1, 2, 3 et 4.